# Orimarga seticosta
Orimarga seticosta là một loài ruồi trong họ Limoniidae. Chúng phân bố ở miền Cổ bắc.